# Charles F. Crisp

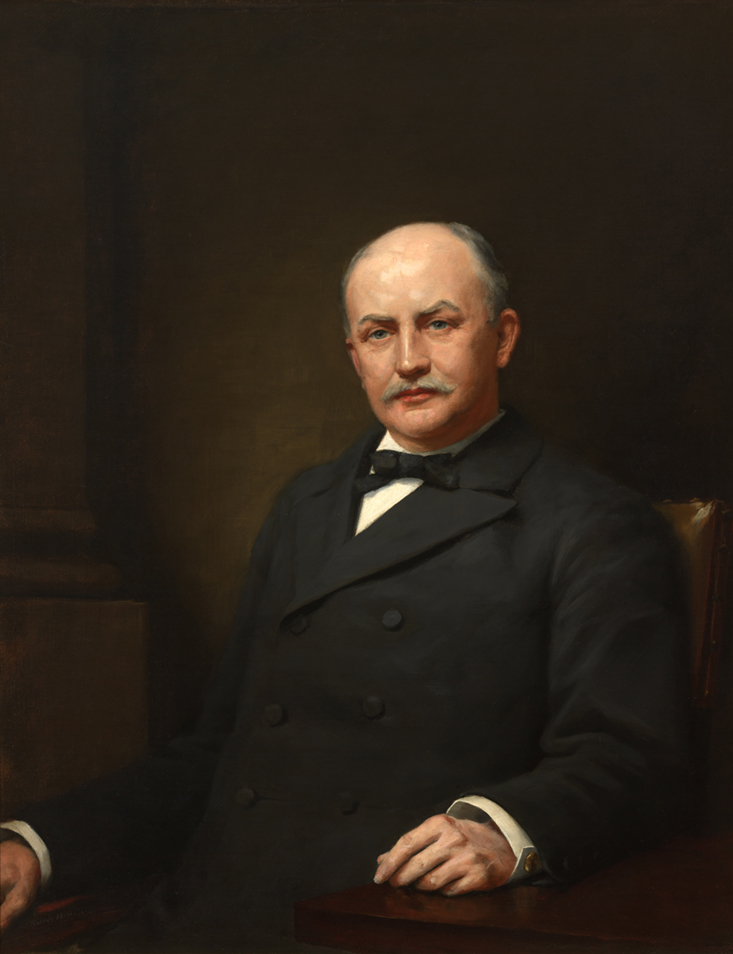
Charles Frederick Crisp

Charles Frederick Crisp, född 29 januari 1845 i Sheffield, England, död 23 oktober 1896 i Atlanta, Georgia, var en amerikansk demokratisk politiker. Han var den 37:e talmannen i USA:s representanthus 1891-1895.
Crisps föräldrar utvandrade från England samma år som han föddes. Han gick i skola i Savannah och i Macon, Georgia. Han deltog i amerikanska inbördeskriget i Amerikas konfedererade staters armé.
Crisp var ledamot av USA:s representanthus från 1883 fram till sin död. Som kongressledamot efterträddes han av sonen Charles R. Crisp.